# Помірні широколистяні та мішані ліси

Поширення широколистяних та мішаних лісів помірної зони

Ліси помірної зони — лісові зони Південної та Північної півкуль, що представляють собою природні ландшафти материків, і характеризуються переважанням лісової рослинності, переважно, листяними та хвойними видами. Зазвичай, такі зони є змішаними лісами помірного і вологого біомів. Типова структура лісу включає в себе чотири яруси:
- Верхній ярус — лісовий намет, що складається зі зрілих дерев висотою від 30 до 60 метрів.
- Підлісок — складається з тіньолюбних рослин, висотою від 9 до 15 метрів. Верхній шар підліску представлений молодими і невисокими дорослими деревами — рослинами, крони яких очікують на доступ до верхнього ярусу.
- Чагарниковий ярус — складається з низьких дерев'янистих рослин, що в конкретних умовах не можуть сформувати деревостан.
- Нижній, трав'янистий ярус представлений різноманітними трав'яними рослинами.

## Лісотвірні породи
Флора і фауна помірної зони не відрізняється різноманіттям. Кількість лісотвірних видів не перевищує п'яти-восьми, а в районах найбільш континентального клімату, нерідко домінують дерева лише одного виду.

## Клімат
Кліматичні умови помірного поясу є помірно м'якими. Зима триває не більше 4-6 місяців, на рік випадає 700—1500 міліметрів опадів.
Головною особливістю помірного клімату є наявність сезонів з великими коливаннями температури. Узимку постійно є небезпека промерзання ґрунту, внаслідок чого доступ до води буде обмежений. Більшість лісів помірної зони листопадні (листовий опад у лісах помірної зони становить 1-10 тонн/га на рік) — випаровування з листя є основним шляхом втрат води для дерева, тому, позбуваючись його, рослини стають більш стійкими до посухи. Іншим варіантом скорочення витрат є хвоя — голки добре переносять посуху, і витрати води у таких рослин є невеликими 

## Географія
Територія, яку ліси помірного поясу займають у Південній півкулі є не дуже великою (масиви таких лісів є в Чилі, Тасманії, на берегах Австралії і Нової Зеландії), але натомість вони дуже розповсюджені в Північній — ними вкриті великі території в Європі, Північній Америці та на Далекому Сході. На півночі такі ліси можуть переходити в тайгу.
В Україні ліси займають близько 14 % території.

## Екорегіони

### Нотогея
| Широколистяні та мішані ліси помірної зони Нотогеї | Широколистяні та мішані ліси помірної зони Нотогеї |
| -------------------------------------------------- | -------------------------------------------------- |
| Помірні ліси островів Чатем                        | Нова Зеландія                                      |
| Помірні ліси Східної Австралії                     | Австралія                                          |
| Помірні ліси Фіордленду                            | Нова Зеландія                                      |
| Помірні ліси узбережжя Нельсона                    | Нова Зеландія                                      |
| Помірні ліси Північного острова                    | Нова Зеландія                                      |
| Помірні каурієві ліси Нортленду                    | Нова Зеландія                                      |
| Помірні ліси острова Ракіура                       | Нова Зеландія                                      |
| Помірні ліси Річмонду                              | Нова Зеландія                                      |
| Помірні ліси Північного острова                    | Нова Зеландія                                      |
| Ліси Центрального нагір'я Тасманії                 | Австралія                                          |
| Помірні ліси Тасманії                              | Австралія                                          |
| Помірні дощові ліси Тасманії                       | Австралія                                          |
| Помірні ліси Вестленду                             | Нова Зеландія                                      |

### Євразія
| Широколистяні та мішані ліси помірної зони Індомалайї | Широколистяні та мішані ліси помірної зони Індомалайї                                                     |
| ----------------------------------------------------- | --- |
| Східногімалайські широколистяні ліси                  | Бутан, Індія, Непал                                                                                       |
| Помірні ліси Північного Трикутника                    | М'янма |
| Західногімалайські широколистяні ліси                 | Індія, Непал, Пакистан                                                                                    |
| Палеарктичні помірні широколисті та мішані ліси       | |
| Апеннінські листяні гірські ліси                      | Італія |
| Атлантичні мішані ліси                                | Данія, Франція, Бельгія, Німеччина, Нідерланди                                                            |
| Помірні мішані ліси Азорських островів                | Португалія                                                                                                |
| Балканські мішані ліси                                | Болгарія, Греція, Північна Македонія, Румунія, Сербія, Туреччина                                          |
| Балтійські мішані ліси                                | Швеція, Данія, Німеччина, Польща                                                                          |
| Кантабрійські мішані ліси                             | Іспанія, Португалія                                                                                       |
| Каспійсько-Гірканські мішані ліси                     | Іран, Азербайджан                                                                                         |
| Кавказькі мішані ліси                                 | Грузія, Вірменія, Азербайджан, Росія, Туреччина, Іран                                                     |
| Кельтські широколисті ліси                            | Велика Британія, Ірландія                                                                                 |
| Листяні ліси Центральної Анатолії                     | Туреччина                                                                                                 |
| Мішані ліси Лесового плато                            | Китай |
| Центральноєвропейські мішані ліси                     | Австрія, Німеччина, Литва, Молдова, Польща, Білорусь, Чехія                                               |
| Листяні ліси Центральної Кореї                        | Північна Корея, Південна Корея                                                                            |
| Мішані ліси Чанбайшаню                                | Китай, Північна Корея                                                                                     |
| Вічнозелені ліси Чанцзянської рівнини                 | Китай |
| Кримський субсередземноморський лісовий комплекс      | Росія, Україна                                                                                            |
| Вічнозелені ліси Дабашаню                             | Китай |
| Динарські мішані ліси                                 | Албанія, Боснія та Герцеговина, Італія, Чорногорія, Сербія, Словенія, Хорватія                            |
| Східноєвропейський лісостеп                           | Болгарія, Молдова, Румунія, Росія, Україна                                                                |
| Листяні ліси Східної Анатолії                         | Туреччина                                                                                                 |
| Букові ліси англійських низовин                       | Велика Британія                                                                                           |
| Чорноморсько-Колхідські листяні ліси                  | Болгарія, Грузія, Туреччина                                                                               |
| Листяні ліси Хоккайдо                                 | Японія |
| Мішані ліси Північнокитайської рівнини                | Китай |
| Вічнозелені ліси Мадейри                              | Португалія                                                                                                |
| Маньчжурські мішані ліси                              | Китай, Північна Корея, Росія, Південна Корея                                                              |
| Ніхонкайські вічнозелені ліси                         | Японія |
| Ніхонкайські гірські листяні ліси                     | Японія |
| Північноатлантичні вологі мішані ліси                 | Ірландія, Велика Британія                                                                                 |
| Листяні ліси Маньчжурської рівнини                    | Китай |
| Паннонські мішані ліси                                | Австрія, Боснія та Герцеговина, Чехія, Угорщина, Румунія, Сербія, Словаччина, Словенія, Україна, Хорватія |
| Мішані ліси Паданської рівнини                        | Італія |
| Піренейські хвойні та мішані ліси                     | Франція, Іспанія, Андорра                                                                                 |
| Листяні ліси Ціньліню                                 | Китай |
| Родопські гірські мішані ліси                         | Болгарія, Греція, Північна Македонія, Сербія                                                              |
| Сарматський мішаний ліс                               | Росія, Швеція, Норвегія, Данія, Фінляндія, Литва, Латвія, Естонія, Білорусь                               |
| Вічнозелені широколистяні ліси Сичуанського басейну   | Китай |
| Мішані ліси Південного Сахаліну та Курил              | Росія |
| Вічнозелені ліси Південної Кореї                      | Південна Корея                                                                                            |
| Японські тихоокеанські вічнозелені ліси               | Японія |
| Японські тихоокеанські гірські листяні ліси           | Японія |
| Листяні ліси та степи Таримського басейну             | Китай |
| Уссурійські широколистяні та мішані ліси              | Росія |
| Західносибірські широколистяні та мішані ліси         | Росія |
| Західноєвропейські широколистяні ліси                 | Швейцарія, Австрія, Франція, Німеччина, Чехія                                                             |
| Лісостеп Загросу                                      | Іран, Ірак, Туреччина, Аравійський півострів                                                              |

### Америка
| Неарктичні помірні широколистяні та мішані ліси      | Неарктичні помірні широколистяні та мішані ліси |
| ---------------------------------------------------- | ----------------------------------------------- |
| Ліси Аллеганської височини                           | США                                             |
| Мішані мезофільні ліси Аппалачів                     | США                                             |
| Ліси Аппалачів та Блакитного хребта                  | США                                             |
| Мішані вічнозелені ліси Каліфорнії                   | США                                             |
| Широколистяні ліси Центральних Сполучених Штатів     | США                                             |
| Ліси сходу Центрального Техасу                       | США                                             |
| Східноканадські перехідні ліси                       | Канада, США                                     |
| Низинні ліси сходу Великих озер                      | Канада, США                                     |
| Рівнинні ліси затоки Святого Лаврентія               | Канада                                          |
| Ліси долини Лен Сен-Жан та Сагене                    | Канада                                          |
| Прибережні ліси Середньоатлантичних Штатів           | США                                             |
| Ліси Міссісіпської низовини                          | США                                             |
| Ліси Нової Англії та Акадії                          | Канада, США                                     |
| Прибережні ліси північного сходу США                 | США                                             |
| Гірські ліси Озарку                                  | США                                             |
| Мішані ліси південного сходу США                     | США                                             |
| Південно-східні субтропічні вічнозелені ліси         | США                                             |
| Ліси півдня Великих озер                             | США                                             |
| Перехідні лісосавани Верхнього Середнього Заходу США | США                                             |
| Ліси заходу Великих озер                             | Канада, США                                     |
| Ліси Вілламеттської долини                           | США                                             |

| Неотропічні помірні широколистяні та мішані ліси              | Неотропічні помірні широколистяні та мішані ліси |
| ------------------------------------------------------------- | ------------------------------------------------ |
| Помірні ліси архіпелагу Хуан-Фернандес                        | Чилі                                             |
| Магелланові субполярні ліси                                   | Аргентина, Чилі                                  |
| Помірні ліси островів Сан-Фелікс-Сан-Амбросіо (Десвентурадас) | Чилі                                             |
| Вальдивійські помірні дощові ліси                             | Аргентина, Чилі                                  |